# Fliegerersatz Abteilung Nr. 6
Fliegerersatz Abteilung Nr. 6 – FEA 6 – jedna z 17 jednostek lotnictwa niemieckiego Luftstreitkräfte z początkowego okresu I wojny światowej tego typu. Dosłownie Lotniczy Oddział Uzupełnień w Großenhain.

## Informacje ogólne
Jednostka została utworzona przed wybuchem wojny, w 1913 roku w Großenhain. Jednostka stacjonowała tamże do zakończenia I wojny światowej.
Jednostka prowadziła szkolenie pilotów i obserwatorów dla jednostek liniowych, np. Feldflieger Abteilung. W późniejszym okresie szkolenie obserwatorów zostało wydzielone do specjalnych szkół Fliegerbeobachterschulen (FBS). Jako jedna z największych jednostek tego typu łącznie w okresie 1914–1918 przeszkoliła około 60 tysięcy żołnierzy, pilotów, obserwatorów i personelu naziemnego.
W jednostce służyli lub przeszli szkolenie m.in. Julius Buckler, Hermann Fahrig, Werner Rudolph Anton, Rudolf Friedrich Otto Windisch, Kurt Wüsthoff.
W jednostce zostały utworzone m.in. następujące jednostki lotnicze: FFA 24, Jagdstaffel 35, Jagdstaffel 40, Jagdstaffel 41, Jagdstaffel 44, Jagdstaffel 54.

## Dowódcy Jednostki
| Stopień   | Nazwisko         | Okres                   |
| --------- | ---------------- | ----------------------- |
| Kapitan   | Steinkopf-Hartig | xx.06.1916 – xx.07.1917 |
|           |                  | xx.07.1917 – xx.10.1918 |
| Rotmistrz | Paul Dietze      | xx.09.1917 – 11.11.1918 |